# 오고토 터널
오고토 터널(일본어: 雄琴トンネル, おごとトンネル 오고토톤네루[*])은 서일본 여객철도 고세이 선의 히에이잔사카모토역부터 오고토온센역을 거쳐 가타타역까지 이르는 구간에 설치된 다섯 개의 철도 터널을 이른다. 1974년 고세이 선이 개통되면서 사용되기 시작했다. 모든 터널이 복선 터널이다.

## 구성

### 제1 오고토 터널
- 전장: 299m (야마시나 기점 11km 975m 지점부터 12km 274m 지점까지)

제1 오고토 터널(일본어: 第一雄琴トンネル)은 히에이잔사카모토 역의 바로 북측에 위치하고 있는 터널이다. 가타타 방향(북측) 출구 방향으로 6.0‰의 오르막 구배가 있으며, 터널 내는 직선이다. 터널 양단의 출입구로는 자갈 궤도가 깔려있으나, 터널 내에서는 슬라브 궤도를 사용하고 있다.

### 제2 오고토 터널
- 전장: 394m (야마시나 기점 12km 435m 지점부터 12km 829m 지점까지)

제2 오고토 터널(일본어: 第二雄琴トンネル)은 제1 오고토 터널과 제3 오고토 터널 사이에 위치한 터널이다. 가타타 방향(남측) 출구 방향으로 3.0‰의 내리막 구배가 있으며, 히에이 산 사카모토 방향(남측) 출입구 부근에는 반경 1400m대의 커브가 있다. 제1 오고토 터널과 마찬가지로 양단의 출입구는 자갈 궤도이나 터널 내는 슬라브 궤도이다.

### 제3 오고토 터널
- 전장: 948m (야마시나 기점 12km 985m 지점부터 13km 933m 지점까지)

제3 오고토 터널(일본어: 第三雄琴トンネル)은 오고토온센 역의 바로 남측에 위치하고 있는 터널이다. 다섯 개의 오고토 터널 중에서 가장 긴 터널이며, 터널 내에 반경 2000m대의 커브가 있다. 또 가타타 방향(북측) 출구로는 4.5‰의 오르막 구배가 있다. 제1 오고토 터널과 마찬가지로 양단의 출입구는 자갈 궤도이나 터널 내는 슬라브 궤도이다.

### 제4 오고토 터널
- 전장: 602m (야마시나 기점 14km 833m 지점부터 15km 435m 지점까지)

제4 오고토 터널(일본어: 第四雄琴トンネル)은 오고토온센 역의 바로 북측에 위치하고 있는 터널이다. 터널 내는 직선으로 되어 있으며, 가타타 방향(북측) 출구로 10.0‰의 내리막 구배가 있다. 제1 오고토 터널과 마찬가지로 양단의 출입구는 자갈 궤도이나 터널 내는 슬라브 궤도이다.

### 제5 오고토 터널
- 전장: 67m (야마시나 기점 15km 905m 지점부터 15km 972m 지점까지)

제5 오고토 터널(일본어: 第五雄琴トンネル)은 가타타 역의 남측에 위치하고 있는 터널이다. 짧은 터널이기 때문에 터널 안쪽도 자갈 궤도로 되어 있다. 가타타 방향(북측) 출구 방향으로 5.0‰의 내리막 구배가 있으며, 북측의 출입구 부근에 반경 2000m 대의 커브가 위치하고 있다.

## 같이 보기
- 고세이 선
- 오고토온센역